# Байкожа
Байкожа́ (каз. Байғожа) — село у складі Казалінського району Кизилординської області Казахстану. Входить до складу Майлибаського сільського округу.
Населення — 334 особи (2021; 271 у 2009, 215 у 1999, 133 у 1989).